# Vegas del Condado
Vegas del Condado est une commune d'Espagne dans la province de León, communauté autonome de Castille-et-León. Elle s'étend sur 122,9 km2 et comptait environ 1 163 habitants en 2015.